# Palazzo Trigona della Floresta e di San Cono
Il Palazzo Trigona della Floresta e di San Cono è un importante palazzo nobiliare di Piazza Armerina. Fu progettato e realizzato dall'architetto Orazio Torriani nella metà del XVII secolo. Sorge sulla sommità del centro storico accanto alla Cattedrale di Maria Santissima delle Vittorie. 
Oggi è sede degli uffici del Parco Archeologico della Villa romana del Casale e accoglie il Museo della Città e del Territorio.